# Ambrose Burnside

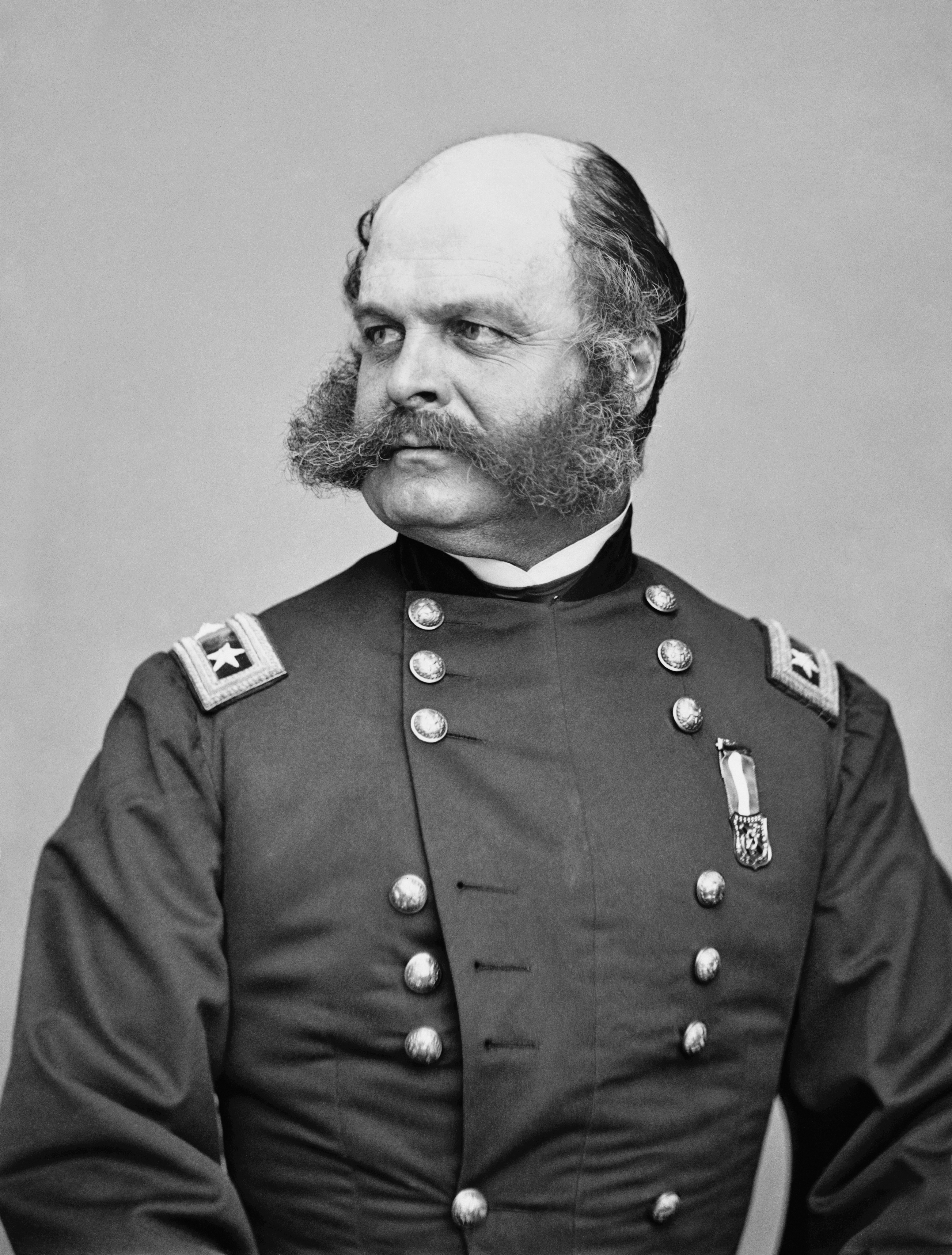
Ambrose E. Burnside

Ambrose Everett Burnside (* 23. Mai 1824 in Liberty, Union County, Indiana; † 13. September 1881 in Bristol, Rhode Island) war ein General des US-Heeres während des Sezessionskrieges und Gouverneur von Rhode Island. Diesen Bundesstaat vertrat er außerdem im US-Senat.

## Soldat und Unternehmer in der Vorkriegszeit
Burnside besuchte zunächst das örtliche Liberty Seminary, das er jedoch nach dem Tode seiner Mutter 1841 verließ, um eine Schneiderlehre zu absolvieren. Mit der Unterstützung seines Vaters gelang es ihm 1843, zum Studium an der US-Militärakademie in West Point, New York zugelassen zu werden, die er 1847 mit einem durchschnittlichen Abschluss verließ. Er wurde als Leutnant der Artillerie zugeteilt und sollte mit seiner Einheit im Mexikanisch-Amerikanischen Krieg eingesetzt werden, traf aber erst nach Abschluss der Kampfhandlungen auf dem Kriegsschauplatz in Mexiko ein. Burnside wurde daraufhin nach New Mexico versetzt, wo er 1849 bei einem Scharmützel mit aufrührerischen Apachen durch einen Pfeil verwundet wurde. 1852 wurde er Kommandant von Fort Adams in Newport, Rhode Island, wo er seine spätere Frau Mary kennenlernte. Doch schon ein Jahr später reichte er seinen Abschied ein, um sich der Herstellung eines von ihm selbst entwickelten Hinterlader-Karabiners zu widmen. Die Waffe, bekannt als „Burnside-Karabiner“, gewann bei einem Test in West Point einen Vergleichskampf gegen 17 konkurrierende Modelle, wurde jedoch trotz einer anfänglichen Zusage von Kriegsminister John Buchanan Floyd nicht in das Heer eingeführt. Burnside, der bereits hohe Summen in den Aufbau einer Fabrik investiert und außerdem einen ebenso kostspieligen wie erfolglosen Wahlkampf um einen Sitz im Kongress der Vereinigten Staaten geführt hatte, musste sein Patent daraufhin verkaufen und sich aus seiner eigenen Firma zurückziehen. Ironischerweise wurde der Karabiner nach Ausbruch des Bürgerkrieges doch noch in großen Stückzahlen vom US-Heer angekauft. Burnside fand derweil eine neue Beschäftigung als Finanzvorstand der Illinois Central Railroad, wo er seinen späteren Amtsvorgänger als Oberbefehlshaber der Potomac-Armee, McClellan, kennenlernte.

## Bürgerkrieg
Seit seiner Dienstzeit in Rhode Island war Burnside Brigadegeneral der Miliz dieses Bundesstaates. Als mit Beginn des Bürgerkrieges 1861 in den einzelnen Bundesstaaten Freiwillige für die Niederschlagung der Sezession der Konföderation angeworben wurden, stellte Burnside ein Regiment (das 1. Rhode Island Infanterieregiment) auf und wurde zu dessen Kommandeur mit dem Dienstgrad Oberst ernannt. Während der Ersten Schlacht am Bull Run befehligte er eine Brigade, die an prominenter Stelle zum Einsatz kam. Obwohl die Schlacht mit einer vernichtenden Niederlage der Army of Northeastern Virginia endete, hatte sich Burnside für höhere Aufgaben empfohlen und wurde mit Wirkung vom 6. August zum Brigadegeneral der Freiwilligen befördert. 
Im Herbst 1861 erhielt Burnside das Kommando über eine amphibische Expedition an die Küste von North Carolina, wo er gegen schwachen Widerstand einige militärische Erfolge erzielen konnte. Zum Dank wurde Burnside am 18. März 1862 zum Generalmajor befördert. Nach dem Scheitern von McClellans Halbinsel-Feldzug gegen die konföderierte Hauptstadt Richmond, Virginia  wurden Burnsides Truppen aus North Carolina abgezogen, nach Virginia verlegt und als IX. Korps in die Potomac-Armee eingegliedert. Angeblich wurde ihm bereits im Sommer 1862 mehrmals der Oberbefehl über diese Armee angeboten, den er jedoch aus mangelndem Vertrauen in seine eigenen militärischen Fähigkeiten abgelehnt haben soll. In der Schlacht am Antietam am 17. September 1862 verspielte Burnside eine große Chance für einen entscheidenden Sieg über die gegnerische Nord-Virginia-Armee unter dem Befehl von Robert E. Lee, da er sich zu lange durch einen Engpass an einer kleinen Brücke aufhalten ließ, anstatt den Bach mit Hilfe einer nahegelegenen Furt zu durchqueren (die Brücke trägt seitdem den Namen Burnside Bridge). 
Anfang November 1862 wurde McClellan endgültig als Oberbefehlshaber der Potomac-Armee abgelöst und Burnside fiel aufgrund seines Dienstalters automatisch das Kommando zu. Obwohl er immer noch glaubte, einer derartigen Verantwortung nicht gewachsen zu sein, nahm er aus einem Pflichtgefühl gegenüber Präsident Lincoln heraus dieses Mal die Aufgabe an.
Burnside fasste den vielversprechenden Plan, mit seiner Armee überraschend den Rappahannock zu überqueren und Richmond zu erobern, ehe Lee reagieren konnte. Da sich der Übergang über den Fluss jedoch aufgrund fehlender Pontonbrücken um mehrere Tage verzögerte, konnten die Konföderierten auf dem gegenüberliegenden Ufer Stellung beziehen. Burnside bestand dennoch auf dem von ihm geplanten Angriff, der in der Schlacht von Fredericksburg zu einem blutigen Fiasko führte. Ende Januar 1863 wurde er von Joseph Hooker abgelöst und mit seinem Korps nach Ohio versetzt.

Ende 1863 gelang es Burnside, in das unionsfreundliche Osttennessee vorzustoßen und dessen wichtigste Stadt Knoxville zu besetzen. Einer anschließenden Gegenoffensive und Belagerung durch konföderierte Truppen unter James Longstreet konnte er bis zum Entsatz standhalten, wodurch er seinen beschädigten Ruf vorerst wiederherstellen konnte. 

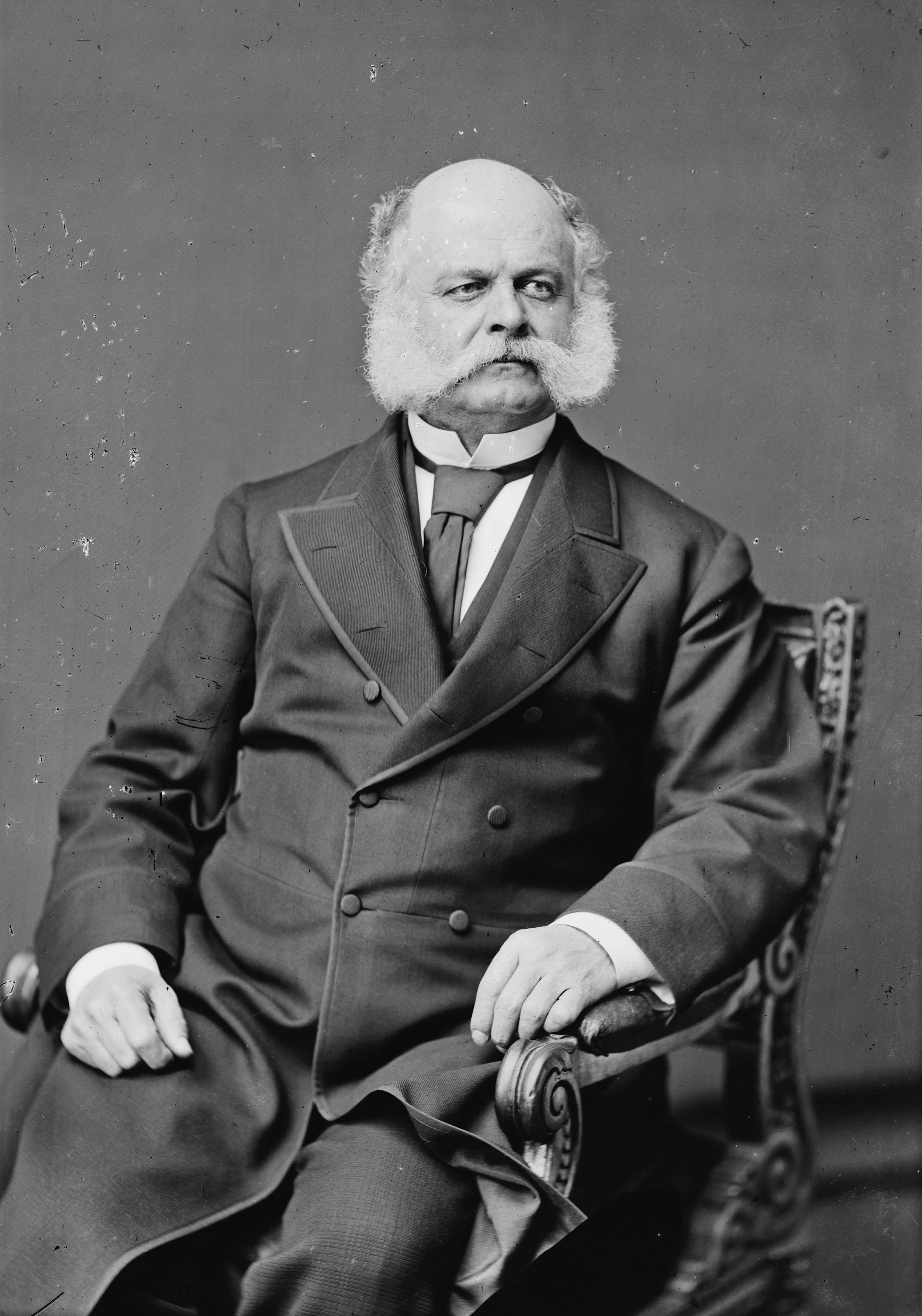
Burnside zwischen 1865 und 1880

Der neue Oberbefehlshaber Ulysses S. Grant beorderte Burnside mit seinem Korps wieder nach Virginia, um an der geplanten Frühjahrsoffensive 1864 teilzunehmen. In den Schlachten in der Wilderness, bei Spotsylvania und bei Cold Harbor waren seine Truppen jedoch nur mäßig erfolgreich, und die sogenannte Kraterschlacht bei Petersburg am 30. Juli 1864, die von Burnside persönlich geplant, aber von seinen Untergebenen höchst dilettantisch ausgeführt wurde, bedeutete das Ende seiner militärischen Karriere. Er erhielt kein weiteres Kommando mehr und quittierte unmittelbar nach dem Ende der Kampfhandlungen im April 1865 den Dienst.

## Nachkriegszeit
Nach dem Ende des Bürgerkrieges stieg Burnside zunächst wieder in das Eisenbahngeschäft ein. Von 1866 bis 1869 war er Gouverneur von Rhode Island. Während einer Europareise versuchte er 1870 erfolglos, im Deutsch-Französischen Krieg zu vermitteln, und wurde nach seiner Rückkehr in die Vereinigten Staaten 1871 sowohl zum Präsidenten des Veteranenverbandes (Grand Army of the Republic) als auch der neugegründeten National Rifle Association gewählt. Von 1874 bis zu seinem Tode gehörte er als republikanischer Senator dem Kongress an und war 1881 kurzzeitig Vorsitzender des Außenausschusses.
Burnsides hervorstechendstes äußeres Kennzeichen war seine ungewöhnliche Barttracht, die einen Schnurrbart und mächtige Koteletten mit einem glattrasierten Kinn verband. Koteletten werden, in Anspielung auf seinen Namen, in den USA bis heute als Sideburns bezeichnet.